# Новохованская волость

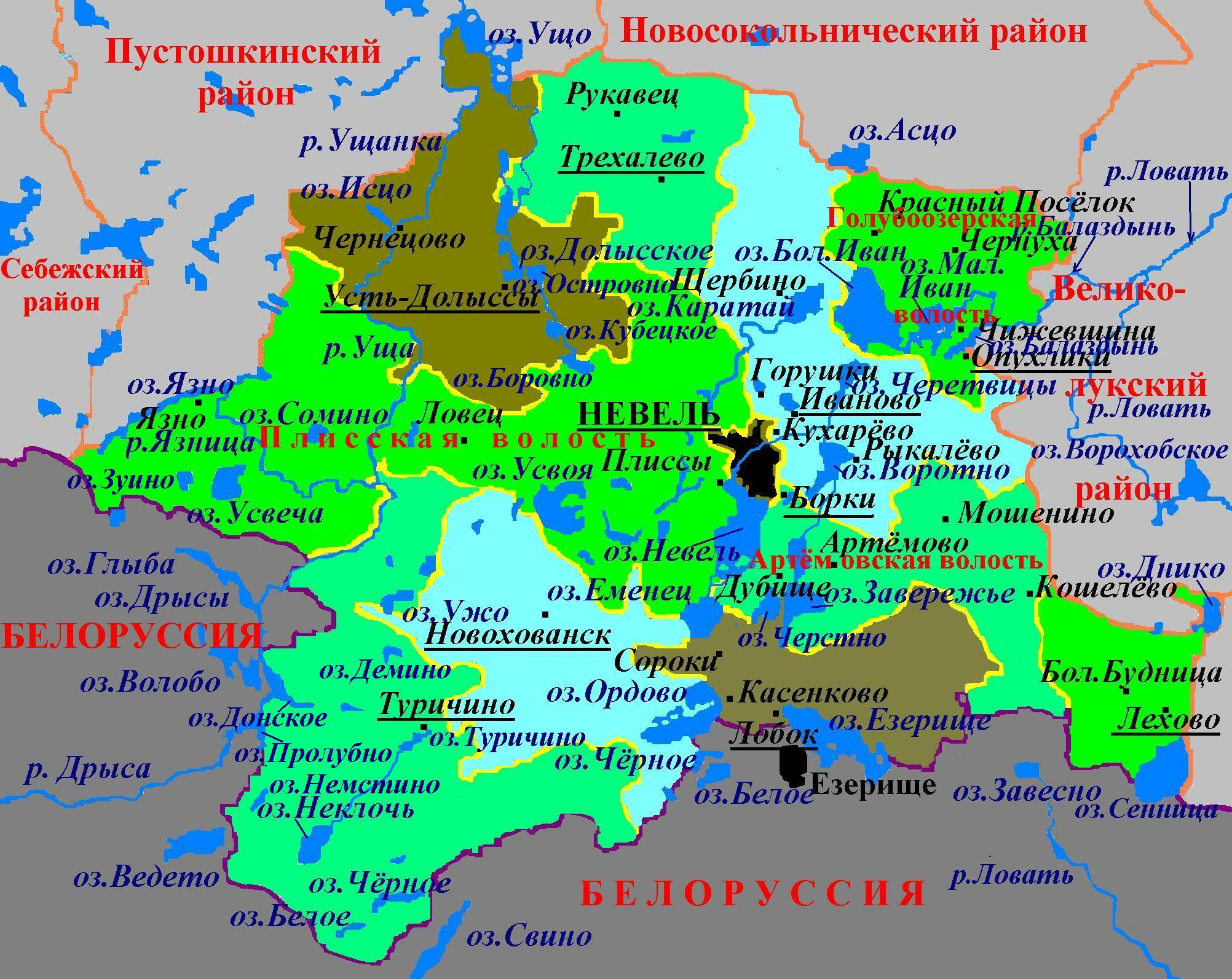
Административное деление Невельского района в 2005—2015 гг.

Новохованская волость — упразднённая административно-территориальная единица 3-го уровня и бывшее муниципальное образование со статусом сельского поселения в Невельском районе Псковской области России.
Административный центр — деревня Новохованск.

## География
Территория волости граничила на западе с Туричинской, на севере — с Плисской, на востоке — с Лобковской волостями Невельского района, на юге — с Витебской областью Республики Беларусь.
На территории волости расположены озеро Ордово (8,0 км², глубиной до 9,4 м), Яменец или Яминец (0,8 км², глубиной до 5,6 м) и др.

## Население
| 2002 | 2010 | 2012 | 2013 | 2014 | 2015 |
| ---- | ---- | ---- | ---- | ---- | ---- |
| 880  | ↘660 | ↘626 | ↘598 | ↘584 | ↘576 |

## Населённые пункты
В состав Новохованской волости входили 22 деревни: Борисково, Держитино, Дроздово, Дубинино, Емельянково, Калинчино, Козырево, Лахны, Липовки, Лихолетье, Николаево, Новохованск, Носиково, Осетки, Половики, Ратьково, Руцелево, Сухая, Топоры, Федьково, Харны, Церковище.

## История
Постановлением Псковского областного Собрания депутатов от 26 января 1995 года все сельсоветы в Псковской области были переименованы в волости, в том числе Новохованский сельсовет был превращён в Новохованскую волость.
Законом Псковской области от 28 февраля 2005 года в границах волости было также создано муниципальное образование Новохованская волость со статусом сельского поселения с 1 января 2006 года в составе муниципального образования Невельский район со статусом муниципального района.
Законом Псковской области от 30 марта 2015 года Новохованская волость была упразднена, а её территория была включена в состав Туричинской волости.